# Atlides rustan
Espèce
Atlides rustan est un papillon de la famille des Lycaenidae, de la sous-famille des Theclinae et du genre Atlides.

## Dénomination
Atlides rustan a été décrit par Caspar Stoll en 1790 sous le nom de Papilio rustan.
Synonymes : Thecla macaria Swainson, 1822; Thecla rustan ; Hewitson, 1867; Oenomaus rustan.

### Noms vernaculaires
Atlides rustan se nomme Rustan Hairstreak en anglais.

## Description
Atlides rustan est un petit papillon  avec une longue et une très courte fines queues à chaque aile postérieure. Le dessus de couleur beige est beige doré suffusé de vert clair aux ailes antérieures qui présentent près du milieu du bord costal une tache double marron. Le revers est beige doré marqué de taches rondes marron avec aux ailes postérieures un ocelle marron anal.

## Écologie et distribution
Il réside au Honduras, au Costa Rica, en Colombie, au Brésil et en Guyane,,.

### Protection
Pas de statut de protection particulier.